# 落ちこぼれの天使たち
『落ちこぼれの天使たち』（おちこぼれのてんしたち、原題：Stand and Deliver）は、1988年制作のアメリカ合衆国のドラマ映画。ハイメ・エスカランテの実体験の映画化。日本では劇場未公開。2011年、アメリカ国立フィルム登録簿に登録された。

## あらすじ
コンピューター会社を辞めて数学教師になったハイメ・エスカランテは、ヒスパニックと低所得労働者が多いイースト・ロサンゼルスにあるガーフィールド高校に着任する。そこは不良ややる気のない生徒ばかりだった。
エスカランテはそんな彼らを厳しく指導し、数学の基礎から微積分まで教えていく。始めは反発していた生徒たちも彼の熱心な指導に次第に数学に関心を持ち、彼について行く。
そしてエスカランテは、彼らに微積分の認定試験を受けさせて合格させようと思うようになる。彼の熱血授業のおかげで受験した生徒たちは全員が合格した。
だが、試験の審査委員ラミレスが不正行為を疑い、合格の無効を検討しているとの連絡が入る。彼は偏差値の低いガーフィールド高校の試験結果が優秀であったため、不正があったと決め付けていたのだ。

## キャスト
- ハイメ・エスカランテ：エドワード・ジェームズ・オルモス
- エンジェル・グスマン：ルー・ダイアモンド・フィリップス
- ファビオラ・エスカランテ：ロザンナ・デ・ソート
- ラミレス：アンディ・ガルシア
- アナ：ヴァネッサ・マルケス
- モリーナ：カーメン・アルジェンツィアノ
- エステル・ハリス

## 受賞
- 第4回インディペンデント・スピリット賞（1988年）
  - 作品賞
  - 監督賞（ラモン・メネンデス）
  - 主演男優賞（エドワード・ジェームズ・オルモス）
  - 助演男優賞（ルー・ダイアモンド・フィリップス）
  - 助演女優賞（ロザンナ・デ・ソート）
  - 脚本賞（ラモン・メネンデス、トム・マスカ）